# Композитные гибкие связи

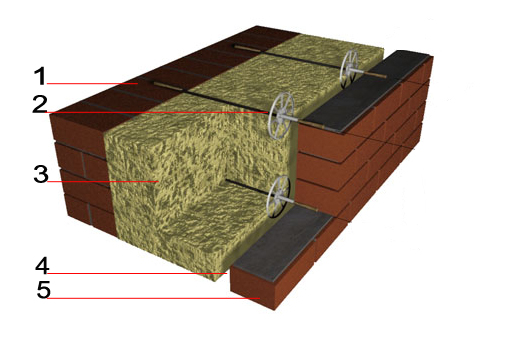
Рис. 1. Схема трехслойной стены:
1. Внутренняя часть стены;
2. Гибкая связь;
3. Утеплитель;
4. воздушный зазор;
5. Облицовочная часть стены

Композитные гибкие связи используются в строительстве для эффективного и надежного крепления внутренней стены с облицовочным слоем как в системе трехслойных стен (с использованием теплоизоляционного материала) (рис. 1.), так и при возведении однородных стеновых конструкций для усиления кладки.

## Необходимость гибких связей
Роль гибкой связи состоит в соединении внутренней стены через утеплитель (и воздушный зазор) с облицовочной стеной в единое целое.
Связь называется «гибкой» из-за конструкционных характеристик трехслойной стены. Внутренняя часть стены обращена внутрь помещения, и поэтому её температура и геометрические размеры не подвержены значительным изменениям. Противоположная ситуация происходит с облицовочной частью: летом она может нагреваться до 70°С, а зимой охлаждаться до минус 40—50°С. Вследствие температурных перепадов происходит изменение её геометрических размеров. Так как внутренняя стена остается неподвижной, а облицовочная «играет», гибкая связь подвержена изгибам (отсюда и идет название «гибкая связь»). Поэтому от свойств материала, из которого она сделана, зависит прочность соединения стен и, следовательно, надежность всего строительного объекта.

## Безопасность зданий

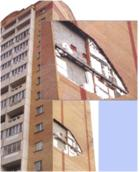
Рис. 2. Обрушение фасада здания вследствие коррозии стальных связей

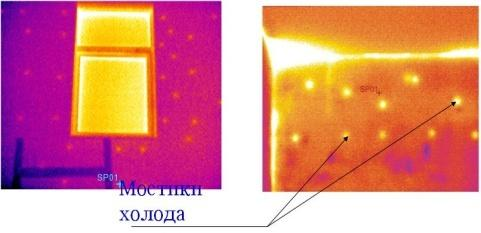
Рис. 3. Тепловизионная съемка фрагмента трехслойной стены с металлическими гибкими связями

Согласно СНиП II-22-81 «Каменные и армокаменные конструкции», п. 6. 31: «Гибкие связи следует проектировать из коррозионностойких сталей или сталей, защищенных от коррозии, а также из полимерных материалов». В качестве полимерных материалов используются композитные — это базальто- и стеклопластик.
Данный СНиП указывает на то, что использование некоррозионностойкой арматуры, арматуры из черного металла и проволоки в качестве гибких связей опасно, так как их коррозия, приводящая к обрушению облицовочных стен, влияет на безопасность здания. Такое состояние конструкции является аварийным и проживание в данном помещении опасно для жизни ввиду реальной возможности обрушения (рис. 2). Ремонт такого аварийного здания требует значительных временных и материальных затрат, что невыгодно с экономической точки зрения.

## Теплоэффективность гибких связей
На сегодняшний день в России остро стоит вопрос об энергоэффективности зданий и сооружений. Так, в соответствии со ст. 11 Федерального закона от 23 ноября 2009 года № 261-ФЗ «Об энергосбережении и о повышении энергетической эффективности…» здания, строения и сооружения должны соответствовать требованиям энергетической эффективности, установленным федеральными органами исполнительной власти РФ. Согласно закону, застройщики обязаны обеспечивать соответствие строящихся объектов требованиям энергоэффективности путем выбора оптимальных архитектурных, функционально-технологических, конструктивных и инженерно-технических решений и их надлежащей реализации при осуществлении строительства, реконструкции или капитального ремонта.
В связи с этим одной из основных характеристик гибких связей является теплопроводность. Чем ниже значение теплопроводности материала, из которого сделана гибкая связь, тем меньше так называемых «мостиков холода» — мест повышенной теплоотдачи (таблица 1). «Мостики холода» негативно влияют на теплоизоляцию дома, микроклимат и степень влажности в помещении. На местах теплопотерь образуется конденсат, что в свою очередь ведет к образованию плесени и грибковых поражений стены.
Тепловизионная съемка трехслойной стены с металлическими гибкими связями показывает большое количество точек темно-оранжевого цвета — это и есть «мостики холода» — места расположения металлических гибких связей, через которые происходят теплопотери (рис. 3). Поэтому очень важно использовать гибкие связи из материалов с низкой теплопроводностью — стекло- и базальтопластика. Так, при использовании композитных гибких связей «мостики холода» не образуются и происходит снижение теплопотерь до 34 %, что значительно снижает затраты на отопление и эксплуатацию здания.

## Характеристики материалов гибких связей
Технические характеристики материалов, из которых могут быть изготовлены гибкие связи, указаны в таблице 1.
Таблица 1. Характеристики материалов гибких связей.
| Показатели                      | Базальтопластик                                      | Стеклопластик                                  | Углеродная сталь                              | Нержавеющая сталь                              |
| ------------------------------- | ---------------------------------------------------- | ---------------------------------------------- | --------------------------------------------- | ---------------------------------------------- |
| 1. Прочность на растяжение, МПа | 1300                                                 | 1200                                           | 550                                           | 550                                            |
| 2. Теплопроводность             | 0,46                                                 | 0,56                                           | 56                                            | 17                                             |
| 3. Огнестойкость,°С             | до 600                                               | до 1050                                        | до 600                                        | до 600                                         |
| 4. Модуль упругости, ГПа        | 55-60                                                | 45                                             | 200                                           | 200                                            |
| 5. Электрическая проводимость   | не проводит электричество                            | не проводит электричество                      | проводит электричество                        | проводит электричество                         |
| 6. Магнитная характеристика     | не намагничивается                                   | не намагничивается                             | намагничивается                               | намагничивается                                |
| 7. Плотность                    | 2,0                                                  | 2,0                                            | 7,85                                          | 7,85                                           |
| 8. Показатели надежности        | очень высокая коррозионная и химическая устойчивость | высокая коррозионная и химическая устойчивость | низкая коррозионная и химическая устойчивость | высокая коррозионная и химическая устойчивость |

## Конструкция гибких связей

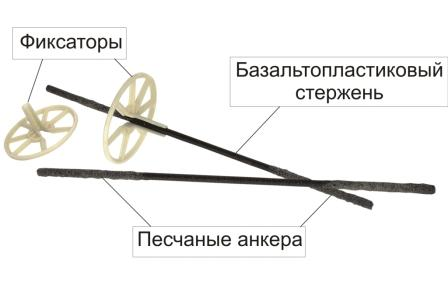
Рис. 4. Базальтопластиковая гибкая связь

Гибкие связи представляют собой стержень круглого сечения с утолщениями из песка на концах, которые выполняют роль анкера (сцепления) при фиксации в швах кладки. Для создания воздушного зазора используется фиксатор из ударопрочного и морозостойкого материала (рис. 4). Воздушный зазор создает условия для естественной вентиляции фасада.
Одним из недостатков связей данного типа является то, что адгезионные свойства песчаных анкеров не обеспечивают достаточно прочного сцепления гибких связей со строительным раствором. По ГОСТ Р 54923-2012 предел прочности сцепления гибкой связи с материалом несущего или облицовочного слоя ограждающей конструкции должен быть не менее 5 МПа. Поэтому для обеспечения хорошей адгезии и достижения предела прочности сцепления в соответствии с ГОСТом диаметр гибких связей с песчаными анкерами должен быть не ниже 6 мм. Это влечет за собой излишний расход композитных материалов, а также не позволяет использовать данные связи при возведении стен из пористых блоков, где используется клеевой шов толщиной не более 3 мм.
Еще одной «сложностью» является то, что композитные связи диаметром 6 мм не обладают столь высокой гибкостью (прочностью на изгиб), как связи диаметром 3-5 мм. Данный показатель важен в условиях, когда наружный слой стены «играет» вследствие сильных температурных перепадов и погодных условий, а также при возведении стен из разнородных материалов и образующейся разницы между кладочными швами внутренней и наружной стен (например, когда внутренний слой возводится из керамического блока, а наружный — из облицовочного кирпича).

## Маркировка гибких связей
При возведении трехслойной стены используют следующую формулу для расчета длины гибкой связи (рис. 5):
L = 90 мм + Т (+40 мм)+ 90 мм, где

L — длина гибкой связи;

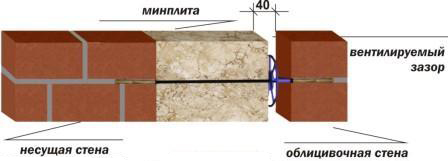
Рис. 5. Расчет длины гибкой связи при возведении трехслойной стены с воздушным зазором

90 мм — глубина анкеровки концов гибкой связи;

Т — толщина теплоизоляции;

40 мм добавляются при возведении стены с воздушным зазором.
Пример: если толщина теплоизоляции равна 120 мм, то:
1. Для стены с воздушным зазором длина связи равна 340 мм (L=90+120+40+90 = 340 мм);
2. Для стены без воздушного зазора, длина связи равна 300 мм (L=90+120+90 = 300 мм).

## Гибкие связи нового поколения
В настоящее время для соединения слоев кирпичной кладки разработаны и используются усовершенствованные, более оптимальные и экономически выгодные, композитные гибкие связи нового типа.

### Гибкие связи с изогнутыми зацепами

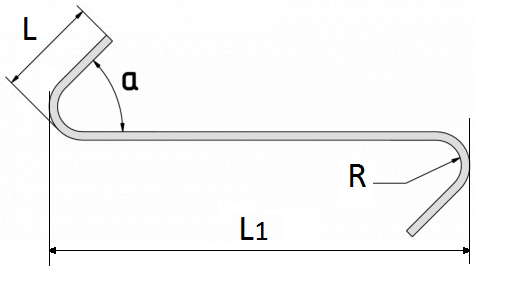
Рис. 6 Конструкция композитной гибкой связи с изогнутыми зацепами, где: L — длина зацепа;
R — радиус кривизны зацепа;
a — угол изгиба.

Гибкие связи с изогнутыми зацепами представляют собой базальто- или стеклопластиковый стержень с изогнутыми концами, напоминающие крючки либо зацепы (рис. 6). Такая конструкция обеспечивает более прочное сцепление (анкеровку) и характеризуется очень высоким показателем вырыва связи из кладочного раствора — более 8000 Н. В то время как реальный показатель вырыва гибких связей с песчаными анкерами составляет порядка 5 000 — 6 000 Н. Стоит отметить, что чем выше данный показатель, тем более безопасна конструкция стен здания (предотвращается возможность обрушения облицовочных стен).
Благодаря физико-механическим свойствам и оригинальной конструкции, новые гибкие связи можно использовать меньшего диаметра (от 3 мм). Данная конструкционная особенность позволяет использовать новый вид связей не только в кирпичной кладке, но и при возведении стен из пористых или ячеистых блоков, где клеевой шов значительно тоньше.

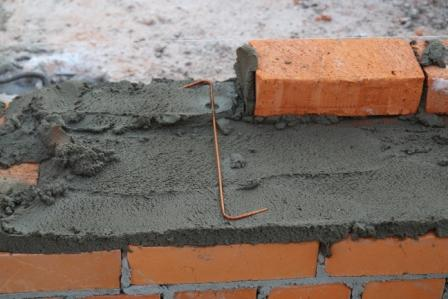
Рис. 7 Композитная гибкая связь с изогнутыми зацепами при использовании в стене без утеплителя

Так, использование нового вида композитных гибких связей — с изогнутыми зацепами — обеспечивает:
- более прочное сцепление (анкерование);
- возможность использования гибких связей меньшего диаметра;
- экономичность строительства — композитные гибкие связи значительно дешевле аналогов из стали;
- высокую теплоэффективность здания — в стенах, возведенных с применением композитных гибких связей, отсутствуют «мостики холода»

### Зигзагообразная гибкая связь
Еще одна новинка рынка композитных связей — зигзагообразная гибкая связь из стекло- или базальтопластика для кирпичной кладки. Данный вид связей представляет собой волнообразно изогнутый базальто- или стеклопластиковый стержень с шагом волны от 200 до 300 мм и высотой волны от 150 до 350 мм. Такие стержни, как и гибкие связи с изогнутыми зацепами, могут использоваться меньшим диаметром — от 3 мм, а длина зигзагообразной связи может достигать 3-х метров, что значительно ускоряет процесс кладки (рис. 8).

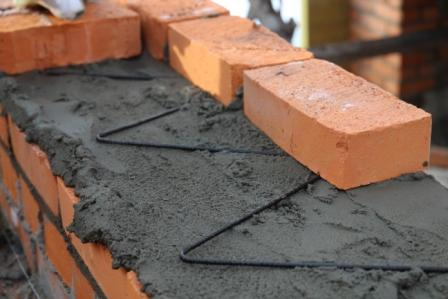
Рис. 8 Использование зигзагообразной гибкой связи в кирпичной кладке

Стоит также отметить, что зигзагообразные композитные гибкие связи могут применяться и для крепления облицовочного слоя из мелкоштучного материала (кирпича) или утеплителя к стене из керамического блока.

### Кладочная армирующая сетка из композитных материалов
Кладочная стекло- и базальтопластиковая сетка применяется для армирования кирпичных и каменных стен зданий и предназначена для замены традиционной сетки из оцинкованной или нержавеющей стали, а также повышения прочности, безопасности и теплоэффективности возводимых сооружений. Сетка изготавливается из композитных стержней диаметром от 2,5 мм и ячейками различных размеров в зависимости от особенностей проекта (рис. 9).

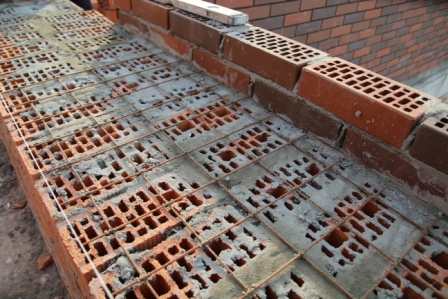
Рис. 9 Использование кладочной композитной сетки

По сравнению с металлической композитная сетка обладает рядом преимуществ, а именно (см. таблицу 2):
- Высокая прочность (прочнее металлической в 3 раза);
- Низкая теплопроводность (в 100 раз меньше, чем у металлических аналогов, благодаря чему не образуются «мостики холода» и повышается теплоэффективность здания);
- Легкость и высокая гибкость (в 6 раз легче металла, что упрощает транспортировку и процесс кладки);
- Высокая коррозионная и химическая стойкость;
- Надежность, долговечность, безопасность.

Таблица 2. Сравнительная характеристика композитной сетки и металлической сетки из проволоки марки ВР 1 (ГОСТ 23279) при размере ячейки 50*50 мм
| № | Показатели                             | Марка сетки       | Марка сетки      |
| № | Показатели                             | Композитная сетка | ВР-1 ГОСТ 23 279 |
| 1 | Диаметр проволоки, мм                  | 2,2               | 4                |
| 2 | Разрывная прочность, МПа               | 1550              | 570              |
| 3 | Разрывное усилие, кгс                  | 760               | 720              |
| 4 | Коэффициент теплопроводности, Вт/(мoС) | 0,46              | 56               |
| 5 | Масса единицы площади, г/кв. м         | 360               | 2220             |

## Крупнопанельное домостроение (КПД)

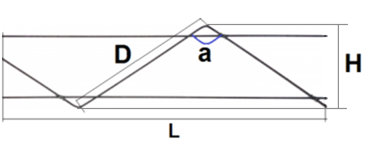
Рис. 10 Конструкция диагональной композитной связи, где: Н — высота волны;
L — общая длина связи;
a — угол изгиба;
D — длина диагонали связи.

В крупнопанельном домостроении (КПД) широко используются диагональные гибкие связи, представляющие собой армированные перегородки, основное предназначение которых состоит в прочном соединении всех слоев сэндвич-панели. Конструкция данных связей состоит из двух параллельных стержней гладкого профиля, скрепленных между собой зигзагообразным стержнем периодического профиля (рис. 10). Диагональные связи позволяют равномерно распределить вес внешнего слоя на внутренние, а также воспринимать действующие в панели деформационные нагрузки.
Диагональные связи изготавливаются из:
- нержавеющей стали;
- композитных материалов (стекло- и базальтопластика).

В настоящее время[когда?] на рынке КПД наиболее распространены диагональные связи из нержавеющей стали. Но при этом они обладают очень высокой ценой, что повышает стоимость строительства, а также имеют свойство постепенно, с течением времени, корродировать в щелочной среде бетона.
Более совершенной альтернативой нержавеющим диагональным связями являются композитные вследствие повышенных физико-механических свойств материалов, из которых они изготовлены — это стекло- или базальтопластик. (см. таблицу 1).

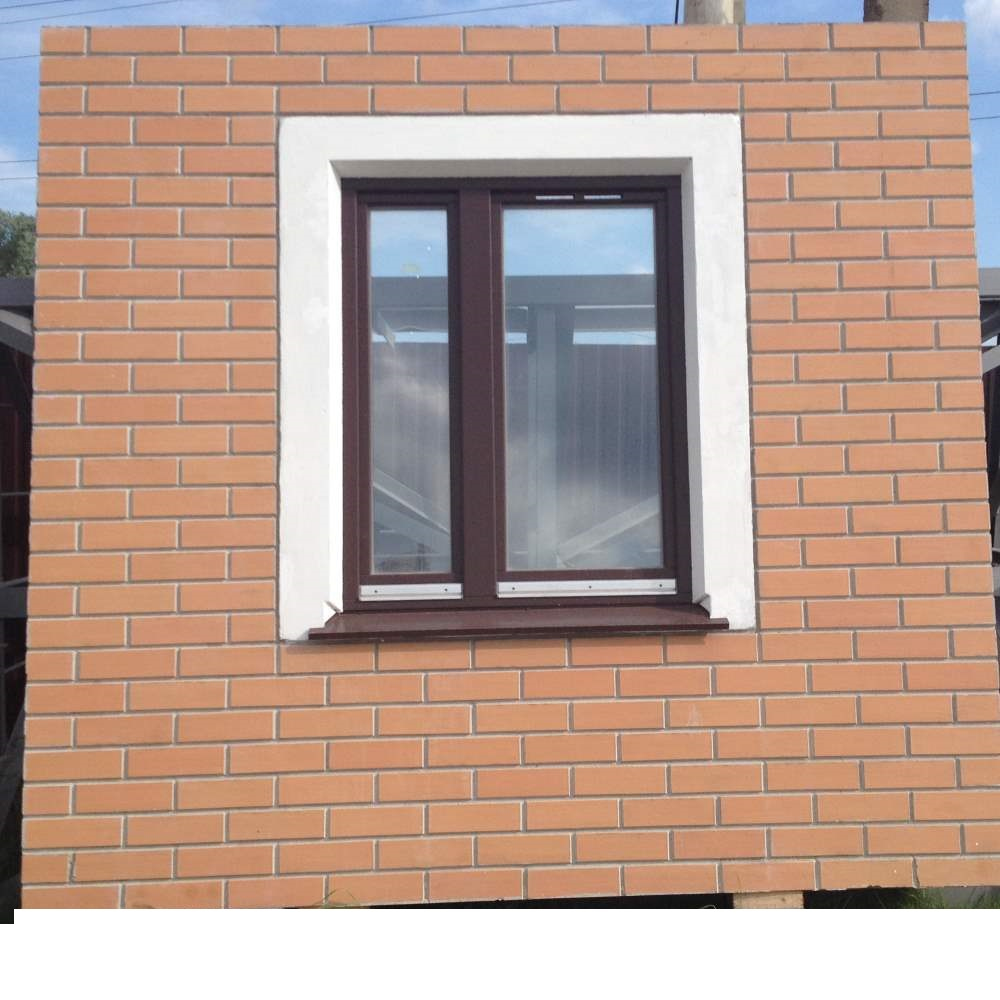
Рис. 11 Композитные диагональные связи могут использоваться в сэндвич-панелях с клинкерной облицовкой

Использование композитных диагональных связей в сэндвич-панелях позволяет:
- значительно повысить теплоэффективность панельного дома за счет отсутствия «мостиков холода»;
- уменьшить вес самой панели (композитные материалы в 4 раза легче металлических аналогов);
- повысить безопасность строящихся объектов — композитные диагональные связи коррозионно-устойчивы в щелочной среде бетона сэндвич-панели;
- увеличить производительность труда и снизить время на изготовление панели.

Особое внимание стоит обратить на то, что проведенные испытания сэндвич-панелей с композитными диагональными связями на сдвиг показали превышение в 5,88 раза контрольной нагрузки по прочности. Также данные панели показали отличные результаты во время проведения огневых испытаний: панель с композитными диагональными связями показала высокие результаты при обжиге огнем и также выдержала последующую нагрузку, в 5 раз превышающую контрольную нагрузку по прочности после огневого воздействия. Это подтверждает высокую надежность панелей КПД, армированных диагональными гибкими связями.
Стоит отметить, что композитные диагональные связи можно использовать и в сэндвич-панелях с использованием клинкерной облицовки (рис. 11).

## Преимущества композитных гибких связей
Сегодня[когда?] всё большее число[сколько?] строительных организаций отказываются от использования металлических гибких связей и отдают предпочтение связям из композитных материалов благодаря весомым и значимым преимуществам последних, а именно:
- композитные гибкие связи по многим показателям прочнее стальных аналогов (см. таблицу 1);[источник не указан 1168 дней]
- в 4 раза легче, что позволяет повысить производительность труда, а также снизить временные, финансовые и трудовые затраты на возведение здания или производства панели КПД;
- имеют в 100 раз более низкую теплопроводность, что значительно повышает теплоэффективность строящегося здания;
- не подвержены коррозии и обладают высокой химической устойчивостью;
- дешевле металлических аналогов.

Таким образом, от правильного выбора материала, из которого изготовлена гибкая связь зависит энергоэффективность и безопасность здания, а также последующие затраты на его эксплуатацию.